# 샤인 (2024년)
"샤인"은 2024년에 개봉한 대한민국의 영화이다.

## 영화 내용
외로운 언덕 너머,
당신을 위해 울고 있는 한 사람이 있다.
유일한 가족이었던 할머니를 떠나보내고
외로움에 갇힌 열여섯 예선.
마음을 닫았던 예선은 스텔라 수녀와 라파엘라 수녀,
그리고 친구들의 따뜻한 위로로 웃음을 찾아간다.
그런 예선 앞에 여름과 함께 홀로 나타난 여섯 살 새별.
제주에서 갈 곳 없는 새별을 보호하고 싶었던 예선은
주변 사람들에게 거짓말까지 하며 꿈같은 시간을 함께 보낸다.
이제는 행복만 남아 있을 거라 생각했던 순간,
새별을 버렸던 친엄마가 예선과 새별 앞에 나타나는데…
기척처럼 찾아온 기적, 빛을 만나는 시

## 제작진

### 제작사
- ㈜영화사 삼순

### 각본&감독
- 박석영 : ( 영화 《뭘 또 그렇게까지》(조감독, 단역 - 카메라맨), 영화 《들꽃》(각본&감독&음악지원), 영화 《스틸 플라워》(각본&감독), 영화 《찡찡 막막》(촬영), 영화 《재꽃》(각본&감독), 영화 《호랑이보다 무서운 겨울손님》(제작지원), 영화 《바람의 언덕》(각본&감독&배급총괄), 영화 《너의 오름》(감독) 등 연출

## 출연진 (주연)
- 정해금 : 예순 역
- 장선 : 라파엘라 수녀
- 정은경 : 스텔라 수녀
- 송지온 : 새별 역

### 그 외 인물
- 문종택 : 사진사 역

## 같이 보기
- 2024년 대한민국의 영화 목록